# Ewan Johnson
Pour les articles homonymes, voir Johnson.
Pas d'image ? Cliquez ici

a Compétitions nationales et continentales officielles uniquement.

b Matchs officiels uniquement.
Dernière mise à jour le 19 juillet 2025.
Ewan Johnson, né le 27 juin 1999 à Crewe (Angleterre), est un joueur international écossais de rugby à XV jouant au poste de deuxième ligne.

## Biographie

### Jeunesse et formation
Ewan Johnson naît à Crewe en Angleterre d'une mère galloise et d'un père écossais. À l'âge de quatre ans, il déménage avec ses parents qui s'installent en France pour leur retraite. Il grandit ainsi en Bretagne et commence la pratique du rugby à XV au RC Carhaix, puis continue au Plouzané AC. En 2017, il est recruté par le Racing 92 où il reste durant trois ans,. Pendant sa formation au Racing 92, il est international écossais chez les moins de 20 ans et est titulaire pour le Tournoi des Six Nations des moins de 20 ans 2019.

### Carrière professionnelle
Durant la première partie de saison 2019-2020, il joue son premier match professionnel avec le Racing 92 contre le Lyon OU en Top 14. Il s'agit de son seul match avec ce club.
Il rentre ensuite en Bretagne en 2020 et s'engage avec le RC Vannes évoluant en Pro D2. Il y signe un contrat espoir de deux ans,. Pour sa première saison avec ce nouveau club, il dispute 13 matchs dont huit en tant que titulaire et prolonge son contrat de deux ans à la fin de la saison.
Alors qu'il est devenu un joueur important du RC Vannes, il décide de quitter le club breton à l'issue de son contrat en 2023, malgré des offres de prolongation. Il part donc à Oyonnax Rugby, en Top 14.
En fin de saison 2023-2024, il est sélectionné pour la première fois de sa carrière en équipe d'Écosse par Gregor Townsend pour la tournée d'été en Amérique. Il obtient sa première sélection durant cette tournée, contre le Canada. Après avoir fait trois bon matchs durant la tournée d'été, il est rappelé en sélection pour la tournée d'automne. Il joue un seul match pendant cette tournée : une victoire 59 à 21 contre le Portugal,.
En novembre 2024, il joue avec l'Écosse A (équipe d'Écosse réserve) contre le Chili et s'impose 19 à 17. En 2025, il est sélectionné pour le Tournoi des Six Nations.
En février 2025, il signe un contrat de deux saisons en faveur de l'Aviron bayonnais, à partir de la saison 2025-2026.